# Nikolaï Plotnikov
Pour les articles homonymes, voir Plotnikov.
Nikolai Plotnikov, né à Viazma (Union soviétique) le 24 octobre 1897 et mort à Moscou le 3 février 1979, est un acteur de cinéma soviétique de Russie, lauréat du Prix Staline du premier degré en 1947 et Artiste du peuple de l'URSS en 1966.
Il est apparu dans le film biographique homonyme consacré au prix Nobel de physiologie ou médecine Ivan Pavlov en 1949.

## Filmographie partielle
- 1939 : Lénine en 1918 de Mikhaïl Romm
- 1939 : En gagnant mon pain de Marc Donskoï
- 1939 : Mes universités de Marc Donskoï
- 1946 : The Vow
- 1949 : Ivan Pavlov (Академик Иван Павлов) de Grigori Rochal : Nikodim
- 1949 : Bataille de Stalingrad (Сталинградская битва) de Vladimir Petrov : commissaire Gourov
- 1950 : La Chute de Berlin de Mikhaïl Tchiaoureli : Walther von Brauchitsch
- 1962 : Neuf jours d'une année de Mikhaïl Romm
- 1967 : Ton contemporain (Твой современник) de Youli Raizman : scientifique
- 1970 : La Mouette de Youli Karassik